# Arabisk trappe
Arabisk trappe (Ardeotis arabs) er en fugleart, der lever i Sahel og den sydvestlige del af den Arabiske Halvø.